# Желин
Вижте пояснителната страница за други значения на Желин.
Жѐлин или книжовно Жèлен (на гръцки: Χιλιόδενδρο, Хилиодендро, катаревуса: Χιλιόδενδρον, Хилиодендрон, до 1927 година Ζελήνη, Ζελήνι, Зелини) е село в Егейска Македония, Гърция, в дем Костур, област Западна Македония.

## География
Селото е разположено в Костурската котловина близо до десния бряг на река Бистрица (Алиакмонас), наричана тук Белица, на 7 километра югозападно от демовия център Костур и на 5 западно от Маняк (Маняки).

## История

### В Османската империя
В османските данъчни регистри от средата на XV век Желин е споменато с 34 глави на семейства и 1 неженен: Михо, Никола, Добрик, Яно, Тодор, Койос, Михо, Тодор, Димо, Гон, Никола, Никола, Било, Гюрко, Нико, Яно, Юрко, Михос, Мюрко, Гюрко, Папа Яно, Папа Димитри, Юрко, Манчо, Брайко, Михо, Манко, Богдан, Радослав, Жирджо, Мано, Михо, Стайко, Гюрко и Койос, и три вдовици Кала, Кала и Фросина. Общият приход за империята от селото е 2100 акчета. В османски дефтер от 1530 година, пише че в Желин живеят 15 мюсюлмански семейства и 13 християнски семейства.
Александър Синве ("Les Grecs de l’Empire Ottoman. Etude Statistique et Ethnographique"), който се основава на гръцки данни, в 1878 година пише, че в Зели (Zéli) живеят 600 гърци. Според статистиката на Васил Кънчов („Македония. Етнография и статистика“) в 1900 година Желин има 336 жители българи християни и 200 българи мохамедани или турци.
На Етнографската карта на Битолския вилает на Картографския институт в София от 1901 година Желин е смесено българо-влашко-турско село в Костурската каза на Корчанския санджак с 92 къщи.
Между 1896 и 1900 година селото преминава под върховенството на Българската екзархия.
В началото на XX век християнското население на Желин е под върховенството на Българската екзархия. По данни на секретаря на Екзархията Димитър Мишев („La Macédoine et sa Population Chrétienne“) в 1905 година в селото има 416 българи екзархисти и работи българско училище.
На 2 юни 1902 година двама четирски турци, подкупени с 50 лири от костурския владика Герман Каравангелис, убиват в църквата българския свещеник и виден обществен деец отец Васил Димитров. През септември 1902 година българската революционна организация убива в дома им укривателите на убийците на отец Димитров и турски шпиони Васил Джамбов и Стерьо Иванов Джамбов.
Гръцка статистика от 1905 година представя селото като смесено българо-турско с 300 жители българи и 180 турци.
Според Георгиос Панайотидис, учител в Цотилската гимназия, в 1910 година в Зелини (Ζελίνη) има около 120 семейства, от които 40 „българогласни“ християни: 13 „православни“ и 27 „схизматични“. Цървата на селото е в ръцете на българите. „Православните“ поддържат училище в частна къща.
Според Георги Константинов Бистрицки Желин преди Балканската война има 65 български и 35 турски къщи, а според Георги Христов и 1 куцовлашка.
При избухването на Балканската война в 1912 година осем души от Желин са доброволци в Македоно-одринското опълчение.
На етническата карта на Костурското братство в София от 1940 година, към 1912 година Желинъ е обозначено като българско селище.

### В Гърция
През войната селото е окупирано от гръцки части и остава в Гърция след Междусъюзническата война. Боривое Милоевич пише в 1921 година („Южна Македония“), че Желин има 60 къщи славяни християни и 30 къщи турци.
През 20-те години 40-те мюсюлмански семейства се изселват от Желин и на тяхно място са настанени гърци бежанци от Турция, които в 1928 година са 133 или според други данни 35 семейства и 140 души. Тъй като селото е било чифлигарско гърците бежанци получават най-добрата земя. След 1919 година четирима жители на Желин се изселват по официален път в България. В селото има две политически убийства.
През 1927 година селото е прекръстено на Хилиодендрон, в превод хиляди дървета. В 1940 година има 621 жители, от които 380 с български произход и 45 семейства бежанци.
През Втората световна война селото пострадва от окупационните власти.
По време на Гръцката гражданска война селото пострадва значително - 31 жители на Желин с български произход са убити, а 59 се изселват в социалистическите страни. Три деца от селото са изведени от комунистическите части извън страната като деца бежанци.
Селяните традиционно произвеждат тютюн и жито.
| Име        | Име         | Ново име   | Ново име    | Описание                                                         |
| ---------- | ----------- | ---------- | ----------- | ---------------------------------------------------------------- |
| Гиздария   | Γκισντάρια  | Кокинохома | Κοκκινόχωμα | местност Ю от Желин                                              |
| Осман бей  | Οσμάν Μπέη  | Калирои    | Καλλιρρόη   | река, ляв приток на Галешово                                     |
| Стомболица | Στομπολίτσα | Кангелия   | Καγκελιά    |                                                                  |
| Парлецина  | Παρσελίνα   | Керасиес   | Κερασιές    | местност ЮИ от Желин                                             |
| Пикри      | Πίκρι       | Калирои    | Καλλιρρόη   | името на горното течение на Осман бей                            |
| Блато      | Μλάτος      | Опоронес   | Οπωρῶνες    | блато СИ от Желин и СЗ от Изглибе                                |
| Тополи     | Ταπόλια     | Смизи      | Σμίξη       | местност ЮИ от Желин и СЗ от Хрупища, между Осман бей и Бодацина |
| Гора села  | Γκαρασέλα   | Ризома     | Ρίζωμα      | местност ЮИ от Желин, на левия бряг на Бистрица (Белица)         |

| Година    | 1913 | 1920 | 1928 | 1940 | 1951 | 1961 | 1971 | 1981 | 1991 | 2001 | 2011 | 2021 |
| --------- | ---- | ---- | ---- | ---- | ---- | ---- | ---- | ---- | ---- | ---- | ---- | ---- |
| Население | 592  | 457  | 440  | 621  | 511  | 525  | 527  | 565  | 638  | 617  | 610  | 567  |

## Личности
Родени в Желин
- Васил Димитров (1858 – 1902), български духовник
- Георги Стасов, Наум Атанасов, Яни Атанасов, Васил Аргиров, македоно-одрински опълченци, емигранти в САЩ, включили се в доброволческата чета на Георги Драшков в Синсинати и сражавали се с Нестроевата рота на МОО при Шаркьой, Радкови скали и Драмче[26]
- Константинов, български революционер, деец на ВМОРО, загинал.[27]
- Нумо Янакиев Желински (1882 – 1904), костурски районен войвода на ВМОРО
- Петър Ив. Марков (1869 – ?), македоно-одрински опълченец, Втора рота на Десета прилепска дружина[28]
- Стерьо Ташков (? – 1906), костурски центрови войвода на ВМОРО
- Таки Павловски, (1939 - 2023) художник от Северна Македония
- Тома Янакиев Желински (Янаков, 1882 – ?), български революционер, македоно-одрински опълченец[29][30]
- Христо Димитров, преселник в Хрупища, един от видните дейци на българското просветно и църковно дело в града

Починали в Желин
- Кирко Георгиевски (1921 – 1948), гръцки комунист от Брещени, приема леви убеждения под влиянието на брат си Коста; лежи три месеца в затвора по време на диктатурата на Метаксас през 1938 година; влиза един сред първите в редиците на ЕАМ по време на Втората световна война; след предателство е арестуван и осъден на 20 година затвор, от Атина е прехвърлен в Италия, а от там е изпратен в лагер в Германия; след капитулацията на Германия се завръща в Гърция; през 1946 година е доброволец в редовете на ДАГ; завежда разузнавателната секция на 14 – та пехотна бригада, загива край село Желин през юли 1948 година[31]